# Fontaine du Perron

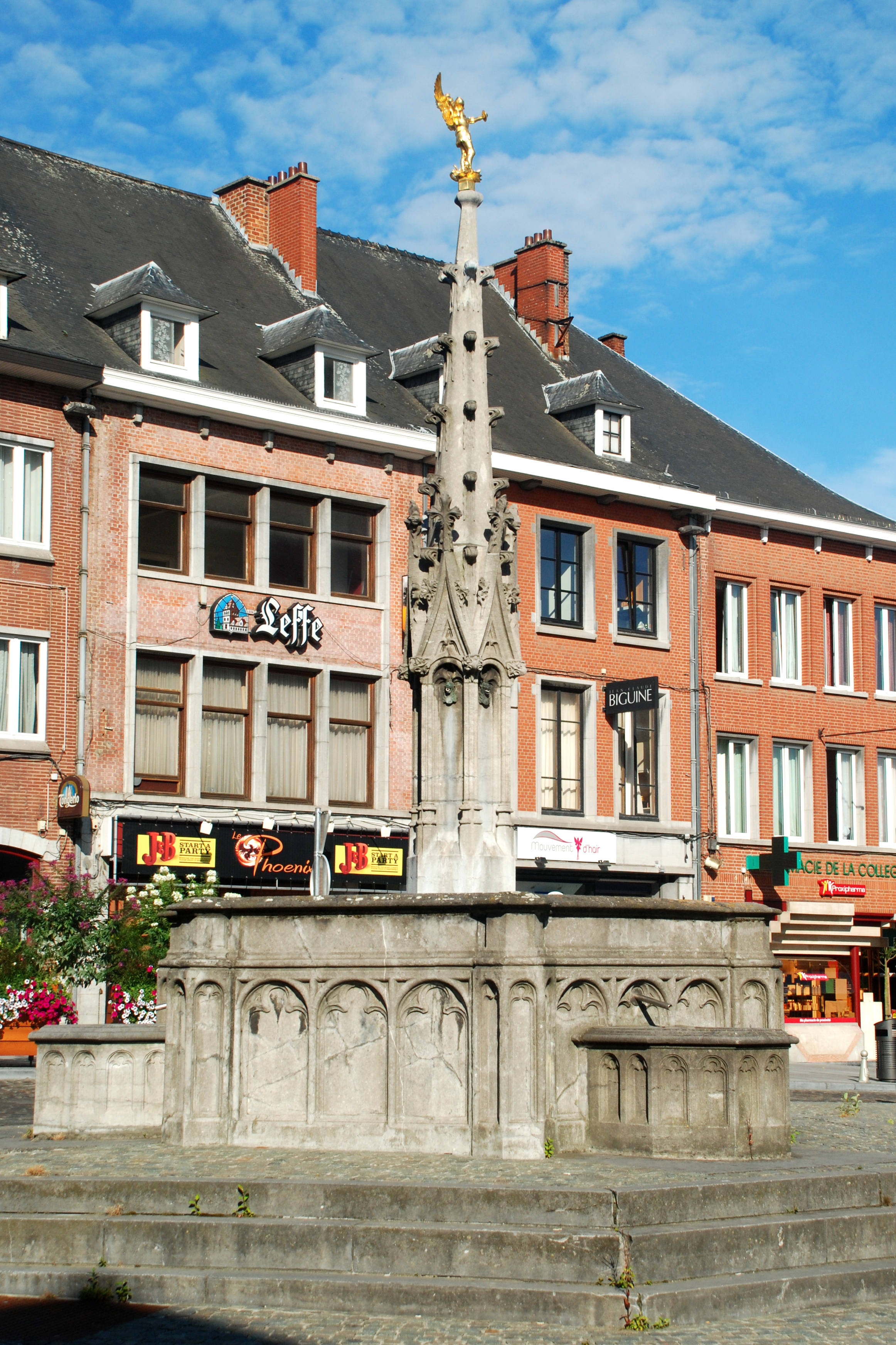
Fontaine du Perron

Die Fontaine du Perron ist ein Springbrunnen in Nivelles. Er wurde im Jahre 1523 im Auftrag Adriennes I. von St. Omer (1522–1548 Äbtissin von Nivelles) errichtet. Der Brunnen im gotischen Stil steht auf dem Marktplatz in unmittelbarer Nähe der Stiftskirche St. Gertrud. 
Spätestens seit 1618 befand sich auf dem Brunnen eine Statue des Erzherzogs Albrecht VII. von Österreich, des damaligen Regenten der Spanischen Niederlande, zu denen Nivelles gehörte. 1922 wurde sie durch eine Statue des Stadtpatrons Michael ersetzt, die von dem Bildhauer Marcel Collet geschaffen worden war. Der unter Denkmalschutz stehende Brunnen wurde im Jahr 1984 umfangreich restauriert.